# Luthers Hofje (Haarlem)
Het Luthers Hofje is een Haarlems hofje, het hofje is gelegen aan de Witte Herenstraat 16, vlak bij de Lutherse kerk uit 1581 (herbouwd in 1780).
Het hofje werd gesticht in 1615 bij de Lutherse Kerk. Het Luthers hofje is gesticht door de Lutherse gemeente en was nauw verbonden met de Lutherse kerk. Kerk en hofje zijn gebouwd op de grond van de Sint Antoniusboomgaard die hoorde bij het klooster van de Norbertijnen. Deze kloosterlingen droegen altijd witte kleding en werden daarom ook wel de Witte Heren genoemd, vandaar de naam van de straat. Het hofje bestond in aanvang uit vier huisjes die tegen de kerk aan waren gebouwd. In 1648 is het hof uitgebreid met vijf huisjes. Tot 1894 lag de ingang van het hofje aan de Magdalenastraat 16.
De negen huisjes zijn gerestaureerd in 1982, hierbij zijn acht van de huisjes samengevoegd tot vier grotere woningen, één huisje bleef van de oorspronkelijke grootte. Het Luthers hofje omvat dus nu vijf woningen.
Bijzonder aan dit hofje is dat er een buitenpreekstoel staat, deze stoel is vastgebouwd aan de Regentenkamer. Vanaf de preekstoel kon de predikant de bewoonsters toespreken. Het hofje was vroeger bedoeld voor alleenstaande vrouwen van boven de 50 jaar. Tegenwoordig zijn er geen beperkingen meer qua leeftijd of geslacht. Het hofje is geopend voor bezichtiging van 10.00 tot 17.00, op zondag is het hof gesloten. Het hofje heeft een mooie tuin en een opvallende waterpomp.

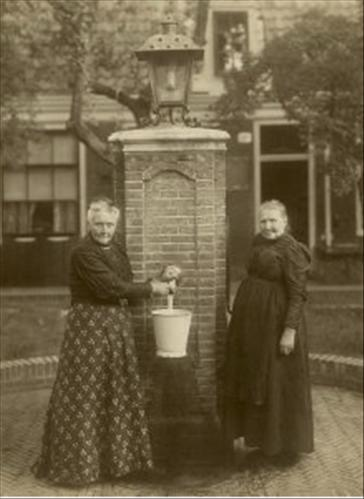
Luthers Hofje en waterpomp in 1910
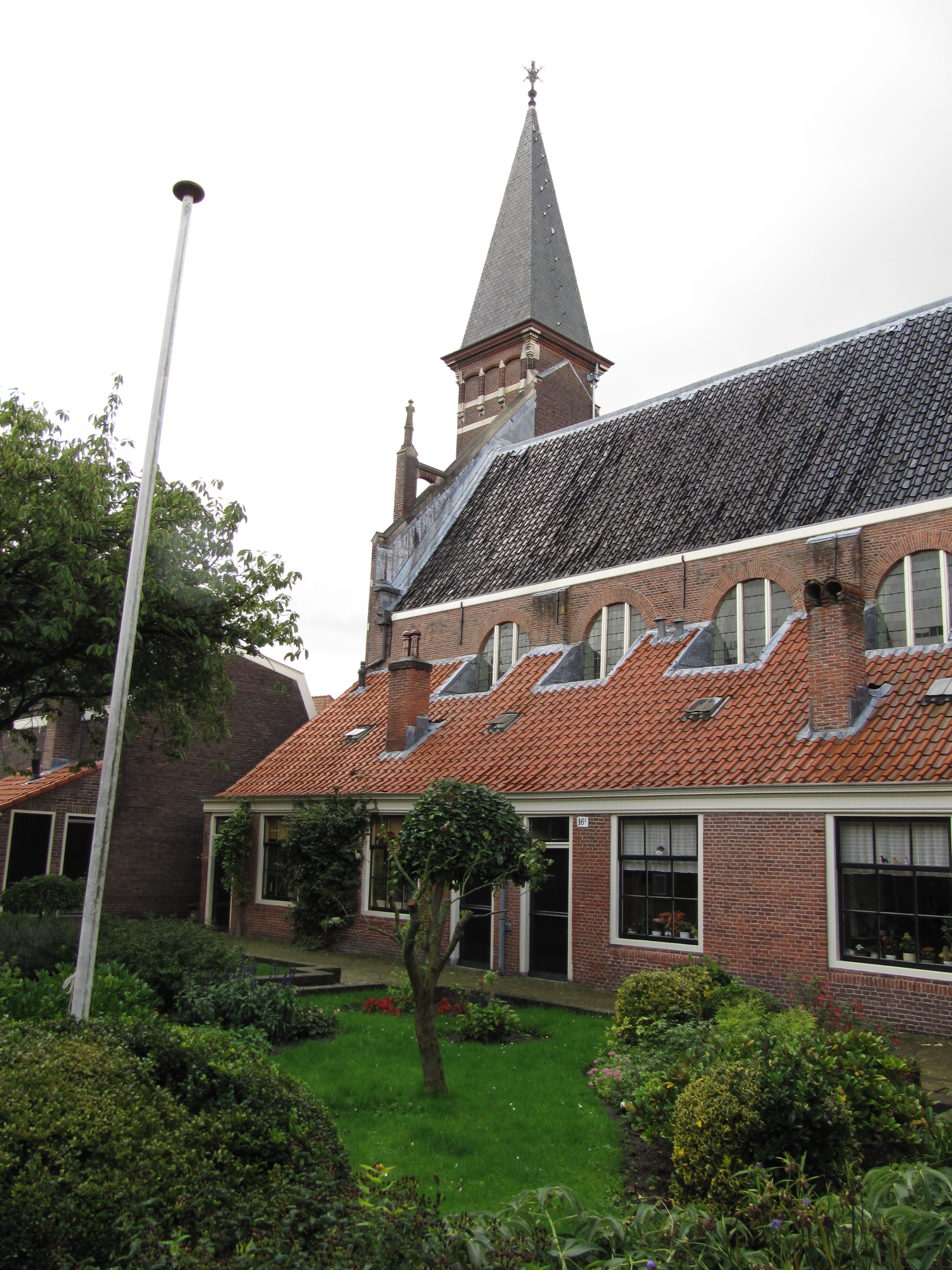
Huizen aan de kerk gebouwd
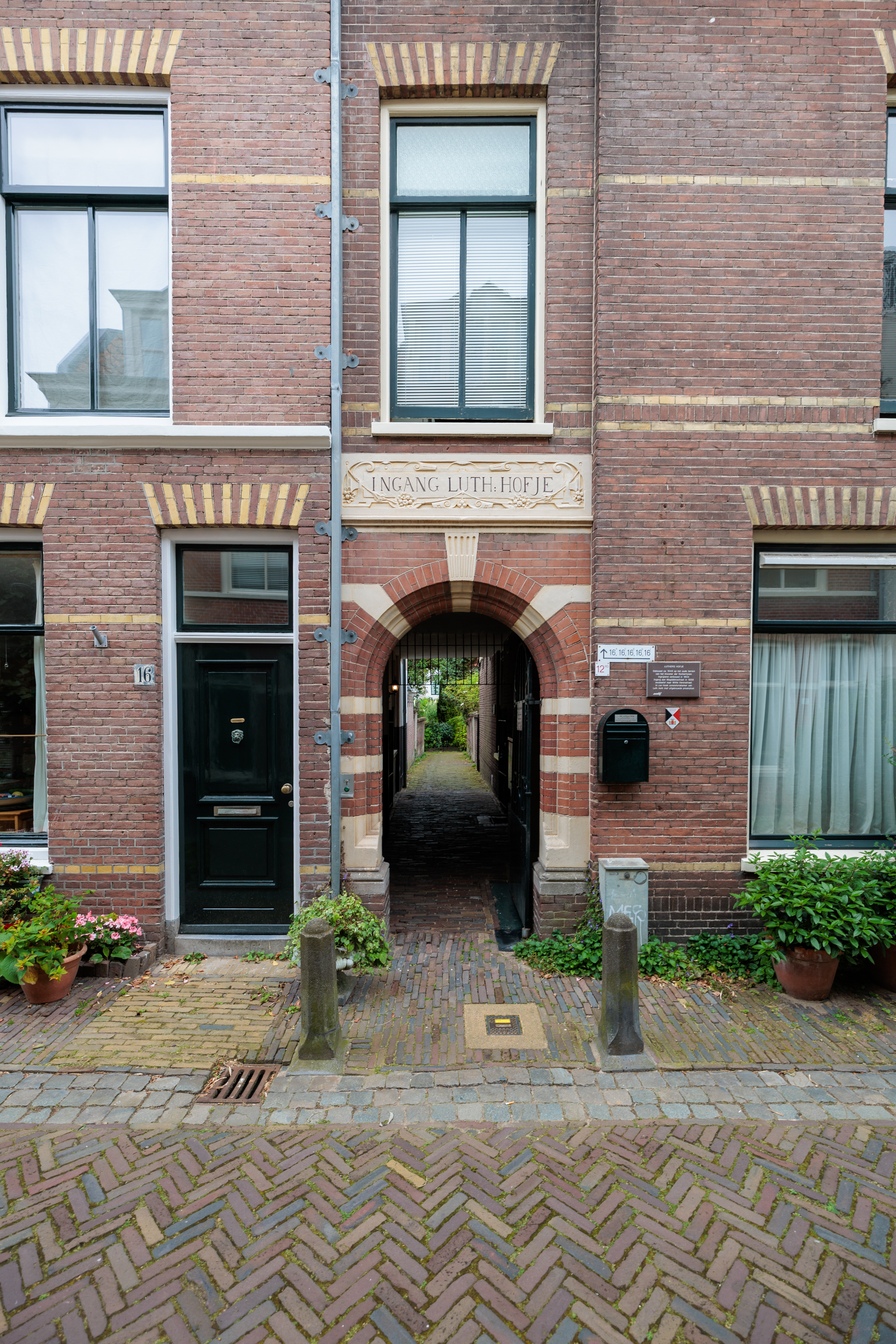
Toegangspoort Luthers Hofje Witte Herenstraat 16
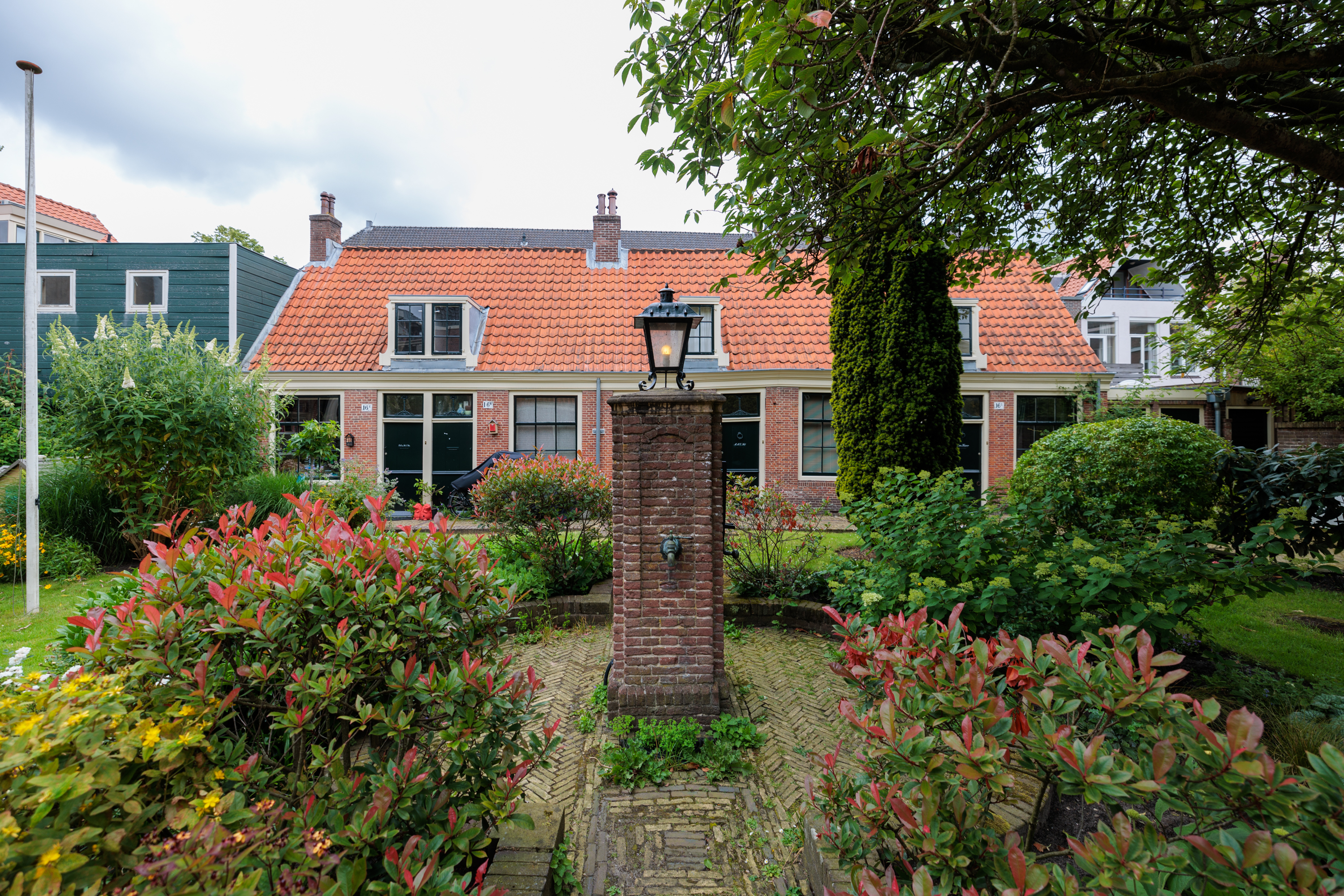
Waterpomp Luthers Hofje in 2024
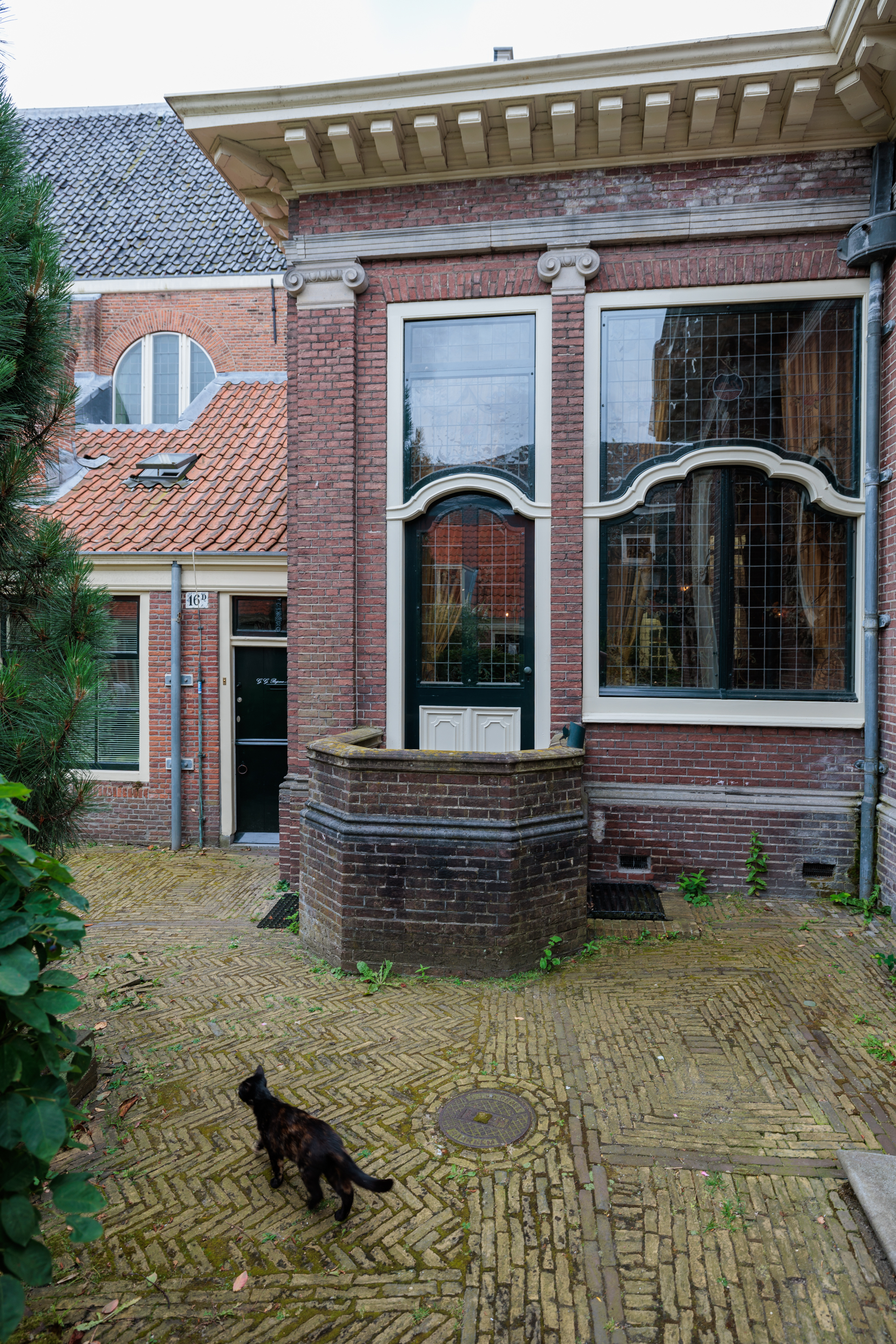
Buitenspreekstoel Luthers Hofje
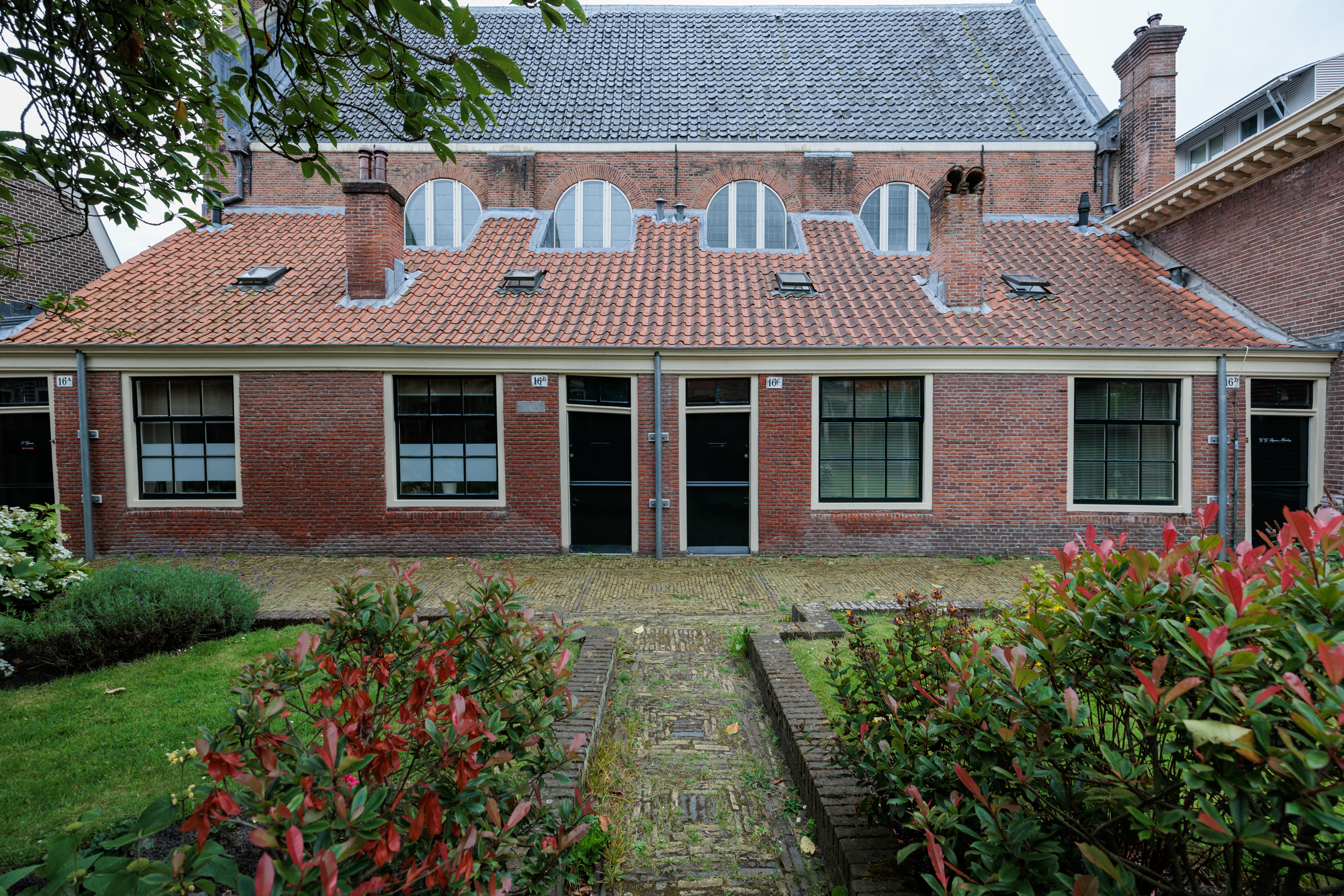
Vier woningen, gebouwd pal tegen de Lutherse Kerk, met verlaagde daken om de lichtinval in de kerk te behouden.
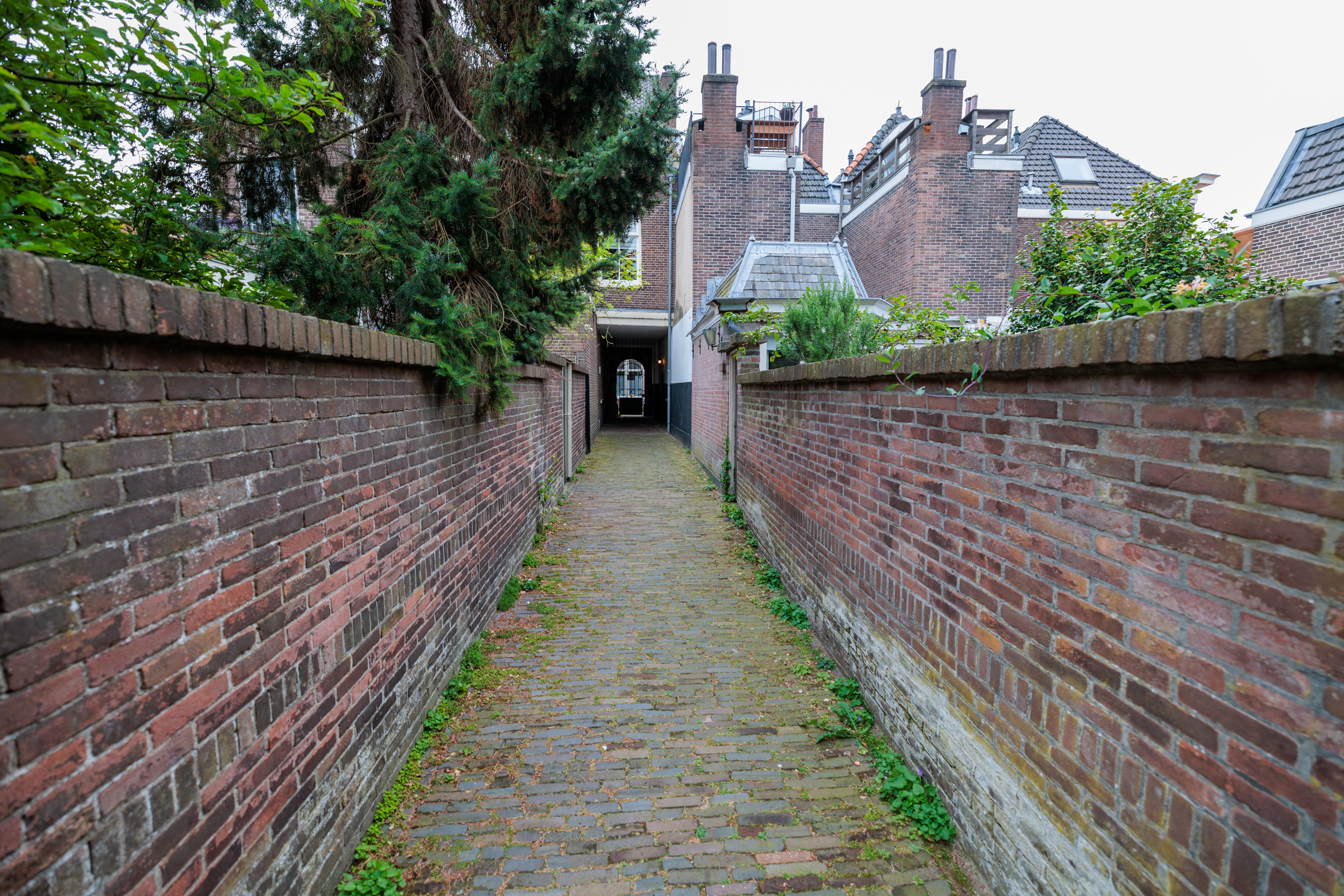
Doorgang Luthers Hofje naar ingang Witte Herenstraat 16

Bestaand:
Brouwershofje ·
Bruiningshofje ·
Frans Loenenhofje ·
Gravinnehof ·
Hofje Codde en Van Beresteijn ·
Hofje In den Groenen Tuin ·
Hofje van Bakenes ·
Hofje van Guurtje de Waal ·
Hofje van Loo ·
Hofje van Noblet ·
Hofje van Oorschot ·
Hofje van Staats ·
Hofje van Heythuysen ·
Johan Enschedé Hof ·
Luthers Hofje ·
Proveniershof ·
Remonstrants Hofje ·
Teylers Hofje ·
Vrouwe- en Antonie Gasthuys ·
Wijnbergshofje ·
Zuiderhofje
Verdwenen:
Aelbert Gerritsz. Fijnebuyckshofje ·
Blokshofje ·
Blokzeyldershofje ·
Boonhofje ·
Brammershofje ·
Bullenhofje ·
Comanshofje ·
Deymanshofje ·
Guurt Burethofje ·
Hofje de Dubbele Muts ·
Hofje de Hemelpoort ·
Hofje de Vijftien Kamers ·
Hofje der Twaalf Apostelen ·
Hofje Het Lam ·
Hofje van Bavo ·
Hofje van Gratie ·
Kenauhofje ·
Luciehofje ·
Pietershofje ·
Sint Annahofje ·
Sint Jans Koenen Gasthuishofje ·
Slickhofje ·
Solomonshofje ·
Twijndershofje ·
Vissershofje ·
Weeshuishofje
Annaklooster · Begijnhof · Catharinaklooster · Cecilliaklooster · Claraklooster · Dominicanenklooster · Fraterhuis · Jansklooster · Maria en Lazarusklooster · Maria Magdalenaklooster · Margrietklooster · Mariaklooster · Michielsklooster · Norbertijnenklooster · Regulieren in de Waard · Ursulaklooster · Zijlklooster